# Armando Luna Ponce
Armando Eugenio Luna Ponce (Chihuahua, 17 de septiembre de 1964 - Tultitlán, 21 de febrero de 2015) fue un compositor mexicano de música académica.

## Biografía
Nació en el estado de Chihuahua el 17 de septiembre de 1964. Sus padres eran Eugenio Luna Gamboa e Isabel Ponce Ruiz.

### Formación musical
Comenzó su formación musical en Chihuahua, con Juan Manuel Medina Díaz. En 1978 ingresa a la escuela de Bellas Artes de la Universidad Autónoma de Chihuahua para, posteriormente, en 1980, ingresar al Conservatorio Nacional de Música bajo la tutela de Salvador Jiménez y Gonzalo Ruiz Esparza. En 1984, fue admitido por Mario Lavista en su taller de composición. De 1989 a 1991 fue becado por la Universidad Carnegie Mellon en la ciudad de Pittsburgh para cursar la maestría en Composición bajo la tutela del compositor español Leonardo Balada. En esa escuela también realizó estudios con Lukas Foss y Reza Vali. 
Fue compositor residente de la Orquesta Sinfónica Carlos Chávez y de la Orquesta Sinfónica Nacional. A la fecha se han editado varios discos con su obra incluyendo un monográfico del dúo Sondos con la totalidad de su obra para dos arpas; y dentro del disco Invocaciones del ensamble mexicano Dúo México Con Brío (Evangelina Reyes a la flauta y Camelia Goila al piano), sus 6 Fantasías para flauta y piano.
Fue titular de las cátedras de composición, análisis, armonía e instrumentación del Conservatorio Nacional de Música y del Conservatorio del Estado de México. Desde el año 2000 fue miembro del Sistema Nacional de Creadores de México.
Su última obra, Concierto n.° 2 para piano y orquesta fue estrenada el 1 de julio de 2014 en el Conservatorio Nacional de Música de la Ciudad de México. Francisco Savín, dirección; Sebastián Espinosa, pianista.

## Obras
Es autor de un catálogo que se distingue por un manejo experto del ensamble de cámara, casi siempre en un diálogo entre propuestas personales de interés colorístico y rítmico, basado en formas clásicas mexicanas antiguas, como la chacona, la zarabanda o el guateque, pero con una total reinterpretación de este material. 
- Trío(violín, violincelo y piano)
- Rotations (clarinete)
- Collage (orquesta sinfónica)
- Partita (dos arpas)
- Homenaje a tres (piano)
- Divertimento (violín y violoncelo)
- Divertimento (violín y orquesta)
- Tiliches (4 guitarras)
- 8 miniaturas precoces (guitarra)
- Tres salmos (coro mixto a capela)
- Desfiguros, Op. 27 (violín y piano)
- 6 Fantasías (flauta y piano)
- Sonata para guitarra
- 3 alebrijes (guitarra, flauta, violoncelo, batería y clavecín)
- Sonata para piano
- Invenciones para marimba
- Sonatas de cámara I a V
- Pasatiempo Concertante
- Impromptu (dos arpas)